# Carpipramine
La carpipramine (Prazinil, Defekton) est un neuroleptique atypique de la famille des dibenzoazépines utilisé dans le traitement de la schizophrénie et de l'anxiété en France et au Japon,,,. Il a par ailleurs des effets hypnotiques. Sa structure chimique est à la fois proche des antidépresseurs tricycliques comme l'imipramine et d'une classe de neuroleptique : les butyrophénones comme l'halopéridol.
En mai 2014, l'Agence nationale de sécurité du médicament et des produits de santé (ANSM) retire son autorisation de mise sur le marché en France à la  carpipramine, notamment face à une balance bénéfice-risque défavorable à la molécule (données d'efficacité insuffisantes et toxicité cardio-vasculaire dose-dépendante). Cette mesure prend effet en septembre de la même année.